# داريل سكوت (مغني)
داريل سكوت (بالإنجليزية: Darrell Scott)‏ هو عازف مندولين ومغني ومغن مؤلف أمريكي، ولد في 6 أغسطس 1959 في لندن في الولايات المتحدة.

## وصلات خارجية
- الموقع الرسمي
- داريل سكوت على موقع ميوزك برينز (الإنجليزية)
- داريل سكوت على موقع ديسكوغز (الإنجليزية)